# Свистуны (Донецкая область)
Свистуны (укр. Свистуни) — село на Украине, находится в Амвросиевском районе Донецкой области. Находится под контролем самопровозглашенной Донецкой Народной Республики. 

## География

#### Соседние населённые пункты по странам света
С: —
СЗ: Великая Шишовка
СВ: —
З: Малая Шишовка
В: —
ЮЗ: Сеятель, Благодатное
ЮВ: Овощное, Красный Луч
Ю: Великое Мешково

## Население
Население по переписи 2001 года составляло 6 человек.

## Общая информация
Почтовый индекс — 87330. Телефонный код — 6259. Код КОАТУУ — 1420682009.

## Адрес местного совета
87330, Донецкая область, Амвросиевский район, с. Благодатное, ул.Ленина, 26, 91-1-43